# Brave Beats
Brave Beats (ブレイブビーツ?, Bureibu Bītsu) è una serie televisiva anime prodotta dallo studio BN Pictures per la regia di Yūta Murano, trasmessa in Giappone tra l'11 ottobre 2015 e il 27 marzo 2016. Le sigle di apertura e chiusura sono rispettivamente Pop That!! dei Lol e Hana hiraku toki (花開く時?) di Shion Miyawaki.

## Personaggi
Hibiki Kazaguruma (風車 響?, Kazaguruma Hibiki) / Flash Beat (フラッシュビート?, Furasshu Bīto)
Doppiato da: Meguru Takahashi (Hibiki), Kōdai Sakai (Flash Beat)
Breakin (ブレイキン?, Bureikin)
Doppiato da: Tooru Sakurai
Kotone Amamiya (天宮 琴音?, Amamiya Kotone) / Wink Beat (ウィンクビート?, Winku Bīto)
Doppiata da: Shiho Kokido
Adeline (アドリーヌ?, Adorīnu)
Doppiata da: Yuri Yoshida

## Episodi
| Nº | Titolo italiano (traduzione letterale) Giapponese 「Kanji」 - Rōmaji                                                                              | In onda          | In onda |
| Nº | Titolo italiano (traduzione letterale) Giapponese 「Kanji」 - Rōmaji                                                                              | Giapponese       |         |
| 1  | L'eroe danzante?! Innamorati della mia danza!! 「踊るヒーロー！？俺のダンスに惚れてみな！！」 - Odoru hīrō!? Ore no dansu ni horete mina!!        | 11 ottobre 2015  |         |
| 2  | L'attacco del dinosauro danzante!! 「踊る恐竜大進撃！！」 - Odoru kyōryū dai shingeki!!                                                           | 18 ottobre 2015  |         |
| 3  | L'eroina danzante!! Super soffice 「踊るヒロイン！！ 超モフる〜♪」 - Odoru hiroin!! Chō mofuru                                                    | 25 ottobre 2015  |         |
| 4  | Una danza irrequieta?! La danza del polpastrello 「イジイジ踊れ！？指先ダンス」 - Ijiiji odore!? Yubisaki dansu                                   | 8 novembre 2015  |         |
| 5  | Appare un rivale! Dance Brave!! 「強敵現る！ダンスブレイブ！！」 - Raibaru arawaru! Dansu Bureibu!!                                               | 15 novembre 2015 |         |
| 6  | Terrore!! Il danzatore dell'inferno 「恐怖！！地獄の踊り子」 - Kyōfu!! Jigoku no odoriko                                                          | 22 novembre 2015 |         |
| 7  | Una danza di precisione! Hibiki e Maito 「ピタッと踊れ！響と舞人」 - Pitatto odore! Hibiki to Maito                                               | 29 novembre 2015 |         |
| 8  | Il presidente danzante è un bambino delle elementari!! 「踊る社長は小学生！！」 - Odoru shachō wa shōgakusei!!                                    | 6 dicembre 2015  |         |
| 9  | L'intersezione danzante!!!! 「オドる大交差点！！！！」 - Odoru daikōsaten!!!!                                                                     | 13 dicembre 2015 |         |
| 10 | Babbo Natale va di fretta? 「サンタクロースは慌てんぼう？」 - Santa Kurōsu wa awatenbō?                                                           | 20 dicembre 2015 |         |
| 11 | Scontro?! Il nostro primo incarico 「激闘！？はじめてのおつかい」 - Gekitō!? Hajimete no otsukai                                                  | 27 dicembre 2015 |         |
| 12 | Un amore danzante?! Le vacanze di Mink e Tank 「踊る恋心！？ミンク・タンクの休日」 - Odoru koigokoro!? Minku Tanku no kyūjitsu                    | 17 gennaio 2016  |         |
| 13 | Let's Chicken! La debolezza di Kotone! 「レッツチキン！琴音の弱点！」 - Rettsu Chikin! Kotone no jakuten!                                         | 24 gennaio 2016  |         |
| 14 | Viaggio nel tempo! La causa era un pants stone? 「タイムスリップ！きっかけはパンツストーン？」 - Taimu surippu! Kikkake wa pantsu sutōn?          | 31 gennaio 2016  |         |
| 15 | Il principe danzante è uguale a me?! 「踊る王子はそっくりさん！？」 - Odoru ōji wa sokkuri-san!?                                                  | 7 febbraio 2016  |         |
| 16 | La kunoichi danzante! Il segreto di mia madre?! 「踊るくの一！母さんのヒミツ！？」 - Odoru kunoichi! Kaa-san no himitsu!?                         | 14 febbraio 2016 |         |
| 17 | Affrettati, Tsubasa! La festa di compleanno danzante!! 「ハッスル翼！踊る誕生日会！！」 - Hassuru Tsubasa! Odoru tanjōbikai!!                     | 21 febbraio 2016 |         |
| 18 | Sudore ovunque!!! Il re della danza danzante 「とびちる汗！！！踊るダンス王」 - Tobichiru ase!!! Odoru dansu-ō                                    | 28 febbraio 2016 |         |
| 19 | L'ho visto! Il cuore di Maito è un mistero 「俺は見た！舞人の心はミステリー」 - Ore wa mita! Maito no kokoro wa misuterī                          | 6 marzo 2016     |         |
| 20 | Hibiki e Maito 「響と舞人」 - Hibiki to Maito | 13 marzo 2016    |         |
| 21 | Alzati, Hibiki! La battaglia decisiva nel mondo della danza!! 「立ち上がれ響！決戦ダンスワールド！！」 - Tachiagare Hibiki! Kessen dansu wārudo!! | 20 marzo 2016    |         |
| 22 | Fatti avanti! Innamorati della nostra danza!! 「ステップオン！俺達のダンスに惚れてみな！！」 - Suteppu on! Oretachi no dansu ni horete mina!!     | 27 marzo 2016    |         |